# The Crow: Salvation
El Cuervo: Salvación es una película de acción sobrenatural estadounidense estrenada en el año 2000, dirigida por Bharat Nalluri. La película es la tercera entrega de una saga basada en el cómic de James O'Barr. Después de que su distribuidora cancelara su estreno en salas debido al fracaso de la película The Crow: City of Angels, El Cuervo: Salvación fue lanzada directamente en el mercado del vídeo.

## Argumento
Alexander " Alex" Frederick Corvis (Eric Mabius) es falsamente acusado del asesinato de su novia, Lauren Randall (Jodi Lyn O'Keefe), quien recibió 53 puñaladas a manos de policías corruptos. Tres años más tarde, él es ejecutado en la
silla eléctrica. Poco después de la ejecución, Alex es resucitado por un cuervo místico y dotado de poderes sobrenaturales, para que pueda limpiar su nombre y vengar la muerte de Lauren. Él se despega la carne quemada de su rostro, revelando su aspecto cuervo. Alex sigue al cuervo a Salt Lake City, y entra en la sala de pruebas del departamento de policía, donde descubre la verdad sobre el asesinato de Lauren. Alex tiene una visión de uno de los asesinos, quien tiene una cicatriz en su brazo, igual a una que vio justo antes de su ejecución. Alex encuentra el cuchillo que se utilizó para asesinar a Lauren y después se dirige a su tumba. Allí, se encuentra con la hermana de Lauren, Erin (Kirsten Dunst), que cree que él es culpable. Él le dice que va a demostrar su inocencia de alguna manera y desaparece.
Alex encuentra a Tommy Leonard (David Stevens), el hombre al que le pagaron para mentir acerca de Alex en el juicio. Tommy le dice a Alex que los policías que asesinaron a Lauren eran Madden (Bruce McCarthy), Martin Toomey (Tim DeKay), James Erlich (Dale Midkiff), Stan Roberts (Walton Goggins), y Phillip Dutton (Bill Mondy). Tras su confesión, Alex le perdona la vida. Más tarde, Dutton detiene a dos mujeres, y trata de acosarlas sexualmente. De repente, él ve a Alex sentado donde estaba el pasajero. Alex busca la cicatriz, y no la halla. Alex le dispara Dutton en la cabeza y lo apuñala 53 veces, causándole la muerte. Erin ve las noticias y observa el cadáver de Dutton en la pantalla, con el nombre de "Daisy" grabado en la cabeza. Esta es la señal de que Alex conocía a Erin, porque Daisy era el apodo que Lauren había puesto a Erin de niñas.
Alex encuentra a Erlich dejando un apartamento en su Corvette. Alex se mete a través de la ventana de Erlich y busca en el brazo la cicatriz, pero no la encuentra. Alex choca el Corvette en el costado de un autobús abandonado y ambos salen por el parabrisas. Erlich queda ensangrentado en el capó del coche. Alex deja caer inadvertidamente la lista de nombres de los policías que él busca, y Roberts y Toomey la encuentran. Más tarde, Alex da a Erin un pedazo de papel que se encuentra en el coche de Erlich, con lo que ella se convence que Alex es inocente. Ella se entera de que su padre, Nathan Randall (William Atherton), está relacionado con los policías corruptos que mataron a Lauren, siendo así, indirectamente responsable de su muerte. Nathan jura que no tuvo la intención de que Lauren muriera, pero, sin embargo Erin huye de él con horror. Al mismo tiempo, Roberts y Madden asesinan a Tommy y su familia.
Alex se reúne con su abogado, Peter Walsh (Grant Shaud), y hablan de la muerte de Lauren. Alex va al lugar donde Lauren murió y habla con ella. Erin va a su casa y encuentra a Nathan muerto de un herida de bala auto infligida. Más tarde, Walsh le dice a Alex que Nathan posee una empresa llamada Westwind en un edificio que posee DERT, una empresa que posee una docena de otras empresas. Tommy era utilizado para hacer entregas diarias al Key Club, un bar de striptease propiedad de DERT, y Walsh le dice a Alex que es un lugar donde se manejan cosas ilícitas como dinero falso, drogas y prostitución. Lauren descubrió lo que estaban haciendo cuando ella fue testigo de cómo John, el capitán de la policía (Fred Ward), mató a un hombre en el Key Club. Tras esto, John hizo que sus hombres mataran a Lauren. Erin irrumpe en el apartamento de Walsh, diciendo a Alex que Nathan está muerto.
Alex va al Key Club. Madden y John se encuentran en el apartamento de Walsh, y John le explica a Erin acerca de la muerte de Nathan. Erin saca la pistola de John y la apunta hacia él, pero John consigue su pistola . Madden mata a Walsh y John secuestra a Erin. Alex comienza un gran tiroteo en el Key Club y mata a Roberts con un tubo que rompe del techo. Alex mata a los policías restantes, entonces agarra a Toomey y comprueba su brazo en busca de la cicatriz, pero no la encuentra en ninguno de sus brazos. Madden aparece y trata de matar a Alex . Madden dispara accidentalmente a una tubería, lo que provoca una fuga de gas cuya explosión mata a Toomey. Alex sale del fuego y ve un brazo entre los escombros con la cicatriz en él. Alex abandona entonces los escombros caminando y se encuentra con una mujer mientras está teniendo un retroceso, pero su novio celoso le golpea .
Al día siguiente, se examina los escombros, y un antebrazo esqueleto quemado se puede encontrar - con piezas de metal esparcidos . Resulta que todo esto era una falsificación y que el brazo con las cicatrices sigue en libertad. Alex vuelve al apartamento de Walsh. Está vacío, pero encuentra una pista hecha por Walsh que le lleva a John. Él va a la comisaría de policía y se enfrenta a John. Después de unas palabras, Alex saca el cuchillo del asesinato de Lauren y se prepara para matar a John. Sin embargo, su capacidad de regeneración aparentemente ya no funciona, ya que "cumplió con su deber" después de encontrar el brazo de la cicatriz, por lo que él ya no es rival para el capitán, que apuñala a Alex varias veces con el cuchillo, mientras verbalmente trata de convencer a Alex que sólo Alex asesinó a su propia novia. Alex muere mientras empieza a creer que él es quien asesinó a Lauren. Madden, el capitán, y su secretaria ( Kelly Harren) tiran a Alex en una mesa con el objetivo de practicarle una taxidermia, Erin está atada con la boca cosida, ella toma el medallón que la conecta con Alex. El cuervo toma el medallón y lo deja caer junto a Alex, que vuelve a la vida. Erin es liberada por John, y ella corre con John en su persecución. Alex mata a Madden lanzándolo a una vitrina de trofeos de cristal que corta su garganta. Alex entonces ve el cuerpo de Walsh que colgaba del techo con el brazo cortado, entendiendo así que el brazo que vio no era el que el buscaba. Alex mata a la secretaria de John lanzándola contra la pared.
El capitán captura a Erin y se la lleva en un coche y se va, Alex llega a la azotea del edificio de la policía y salta en el coche . Alex golpea a través del techo de cristal del coche, agarra el brazo de John, y enrolla la manga. Confirmando sus sospechas, Alex se da cuenta de la cicatriz en el brazo izquierdo del capitán. Alex y Erin luego llevan al capitán a la cámara de muerte de la prisión y atan a John en la misma silla eléctrica en la que Alex murió. John dice que él va a volver como Alex y jura matar a los dos. Erin acciona el interruptor, y ven a John sufrir en la silla, ardiendo durante mucho tiempo después de ya estar muerto. Alex le dice a Erin que siempre estará con ella y desaparece en un torbellino. Erin llega a visitar las tumbas de Alex y su hermana y pone el collar que le une a Alex en su lápida antes de salir, como ella explica, con un renovado sentido de la mortalidad en una voz en off.

## Reparto
- Eric Mabius - Alex Corvis / El Cuervo
- Kirsten Dunst - Erin Randall
- Fred Ward - El Capitán
- Jodi Lyn O'Keefe - Lauren Randall
- William Atherton - Nathan Randall
- K.C. Clyde - Brad
- Bruce McCarthy - Madden
- Debbie Fan - Barbara Chen
- Dale Midkiff - Vincent Erlich
- David Stevens - Tommy Leonard
- Grant Shaud - Peter Walsh
- Bill Mondy - Phillip Dutton
- Walton Goggins - Stan Roberts
- Britt Leary - Stacey
- Tim DeKay - Martin Toomey
- Kelly Haren - Secretaria